# 長野県篠ノ井高等学校犀峡校
長野県篠ノ井高等学校犀峡校（ながのけんしののいこうとうがっこうさいきょうこう）は、長野県長野市信州新町下市場にある公立（県立）高等学校の分校。

## 概要
文化祭は「琅鶴祭」（ろうかくさい）と称し、近隣に所在する「琅鶴湖」（ろうかくこ、水内ダム湖）に由来する。
また、分校長の位置付けは、副校長となる。（校長は、長野県篠ノ井高等学校の校長となる）

## 沿革
- 1921年7月 - 牧郷教員養成所として開校。
- 1924年4月1日 - 牧郷村外四ケ村学校組合に移管。更級西部中等公民学校に改称。
- 1940年3月31日 - 更級西部農学校に改称。
- 1948年4月1日 - 水内高等女学校と統合し、牧郷村外五ケ村学校組合立の長野県犀峡農業高等学校となる。
- 1949年4月1日 - 県立に移管。長野県犀峡高等学校となる。普通科を設置。
- 1950年3月31日 - 農業課程廃止。
- 1968年3月31日 - 定時制課程閉課程。
- 2006年9月15日 - 長野県中条高等学校との統合案を県議会が否決。
- 2010年7月8日 - 長野県教育委員会定例会（第909回）で、長野県篠ノ井高等学校の分校となることが決定。
- 2010年10月14日 - 平成22年9月定例県議会において、犀峡高校を2011年（平成23年）4月に篠ノ井高校の分校とすることが同意され、可決された。
- 2011年4月1日 - 長野県篠ノ井高等学校犀峡校が開校。
- 2011年4月7日 - 同新校名で、開校式が行われた。入学式も同日に行われ、入学生は、同新校名の第1期となる。
- 2011年10月 -　バレー部が廃部になり、バドミントン同好会に変更。
- 2013年3月2日 - 同年（平成24年度（2012年度））で、同年（度）時の第65回卒業証書授与式の卒業生をもって、長野県犀峡高等学校生がすべて卒業し、同日、閉校式が行われる。
- 2013年3月31日 - 長野県犀峡高等学校が閉校。
- 2013年4月1日 - 長野県篠ノ井高等学校犀峡校に完全移行。
- 2015年7月11日 - 松本市野球場にて行われた第97回全国高等学校野球選手権大会長野大会にて、野球部女子マネージャー（同年時：3年生）が始球式を行う。

## 教育目標
- 確かな学力と生きる力の向上を目指し、学習指導と進路指導を充実する。
- 地域と連携し、地域の特性を生かした魅力ある教育活動を推進する。
- 学校をあげてクラブ活動を活性化し、生徒一人ひとりの個性を伸す。

## 校章
モチーフは、柿の葉で、三角形に並んでいる中央部に、「高」の字がある

## 校歌・応援歌
- 校歌（作詞：久松潜一 作曲：福井直秋）

## 交通
- アルピコ交通
  - 長野駅より26
  - 篠ノ井駅より128
    - 以上の路線で｢犀峡高校｣下車[1]。